# Trần Ngọc Khánh
Trần Ngọc Khánh (sinh 14 tháng 11 năm 1964 tại phường Ninh Giang, thị xã Ninh Hòa, tỉnh Khánh Hòa) là một Trung tướng Công an nhân dân Việt Nam và chính trị gia người Việt Nam. Ông từng là Phó Chủ nhiệm Ủy ban Quốc phòng và An ninh Quốc hội, đại biểu Quốc hội Việt Nam khóa XIV, khóa XV thuộc đoàn đại biểu quốc hội tỉnh Khánh Hòa, nguyên Giám đốc Công an tỉnh Khánh Hòa. 
Ông lần đầu trúng cử đại biểu Quốc hội năm 2016 ở đơn vị bầu cử số 3, tỉnh Khánh Hòa gồm có thành phố Cam Ranh và các huyện Khánh Vĩnh, Diên Khánh, Cam Lâm, Khánh Sơn, Trường Sa.

## Xuất thân
Trần Ngọc Khánh sinh 14 tháng 11 năm 1964 tại phường Ninh Giang, thị xã Ninh Hòa, tỉnh Khánh Hòa. Ông hiện cư trú ở số 54 đường Phan Chu Trinh, tổ dân phố Vạn Phương, phường Vạn Thạnh, thành phố Nha Trang, tỉnh Khánh Hòa.

## Giáo dục
- Giáo dục phổ thông: 12/12
- Đại học An ninh nhân dân chuyên ngành Trinh sát an ninh
- Thạc sĩ Luật
- Cử nhân lí luận chính trị

## Sự nghiệp
Tháng 9 năm 1982, Tuyển vào Công an tỉnh Phú Khánh (cũ), nay là Công an tỉnh Khánh Hòa; Học Sơ cấp Công an Nhân dân tại Trường Sơ cấp Công an Khánh Hòa; Học tại Trường Trung học An ninh Nhân dân II (Long Thành, Đồng Nai)
Tháng 11 năm 1984, Công tác tại Phòng Chống phản động, Công an tỉnh Khánh Hòa
Ông gia nhập Đảng Cộng sản Việt Nam vào ngày 5/7/1986.
Tháng 1 năm 1990, Học Đại học hệ Tại chức tại Trường Đại học An ninh Nhân dân
Tháng 12 năm 1990, Phó Trưởng phòng PA83, Công an tỉnh Khánh Hòa
Tháng 9 năm 1997, Học chính trị tại Học viên Chính trị Quốc gia Hồ Chí Minh, Phân viện Báo chí và Tuyên truyền
Tháng 10 năm 1999, Đảng ủy viên Đảng ủy Công an tỉnh nhiệm kỳ 2000-2005; Bí thư Chi bộ, Trưởng phòng PA38 Công an tỉnh Khánh Hòa
Tháng 9 năm 2003: Ủy viên Ban Thường vụ Thị ủy; Bí thư Đảng ủy, Trưởng Công an thị xã Cam Ranh
Tháng 6 năm 2006: Ủy viên Ban Thường vụ Đảng ủy Công an tỉnh, Phó Giám đốc Công an tỉnh Khánh Hòa; Học Cao học tại Trường Đại học An ninh Nhân dân (Thủ Đức, thành phố Hồ Chí Minh)
Tháng 4 năm 2011: Ủy viên Ban Thường vụ Tỉnh ủy; Bí thư Đảng ủy, Giám đốc Công an tỉnh Khánh Hòa
Ông từng là đại biểu hội đồng nhân dân tỉnh Khánh Hòa nhiệm kỳ 2011-2016.
Tháng 6 năm 2014: Phong cấp bậc hàm Thiếu tướng
Khi ứng cử đại biểu Quốc hội Việt Nam khóa 14 vào tháng 5 năm 2016 ông đang là ủy viên Thường vụ Tỉnh ủy, Thiếu tướng, Bí thư Đảng ủy, Giám đốc Công an tỉnh Khánh Hòa, làm việc ở Công an tỉnh Khánh Hòa.
Ông lần đầu trúng cử đại biểu Quốc hội năm 2016 ở đơn vị bầu cử số 3, tỉnh Khánh Hòa gồm có thành phố Cam Ranh và các huyện Khánh Vĩnh, Diên Khánh, Cam Lâm, Khánh Sơn, Trường Sa, được 285.938 phiếu, đạt tỷ lệ 83,21% số phiếu hợp lệ.
Tháng 11 năm 2016, ông được bầu làm Phó Chủ nhiệm Ủy ban Quốc phòng và an ninh của Quốc hội khóa 14.
Năm 2019, ông được thăng quân hàm Trung tướng Công an nhân dân Việt Nam.
Tháng 6 năm 2021, Hội đồng bầu cử Quốc gia công bố trúng cử Đại biểu Quốc hội khóa XV.
Ngày 21 tháng 1 năm 2025, Ủy ban Thường vụ Quốc hội phê chuẩn cho ông thôi giữ chức vụ Phó Chủ nhiệm Ủy ban Quốc phòng và An ninh để tập trung điều trị bệnh theo nguyện vọng cá nhân, kết thúc biệt phái, trở lại công tác tại Bộ Công an. Nghị quyết vừa được ban hành nêu rõ, các chế độ, chính sách do Bộ Công an thực hiện theo quy định của pháp luật. Ông tiếp tục là đại biểu Quốc hội khóa XV.